# BMW 7 Series
BMW 7 Series là mẫu ô tô hạng sang cao cấp được sản xuất và phát triển bởi hãng xe Đức BMW từ năm 1977 đến nay. Đây là mẫu xe kế nhiệm chiếc BMW E3 'New Six'. Hiện tại, 7 Series đang trải qua thế hệ thứ sáu.
Đây là dòng xe cao cấp của hãng BMW và xuất hiện trên thị trường dưới dạng sedan và limousine. Là dòng xe cao cấp nhất, 7 Series được giới thiệu những công nghệ và ngôn ngữ thiết kế mới nhất của hãng trước khi chúng có mặt trên các mẫu xe khác của BMW.
Kể từ khi có mặt đến nay, 7 Series được trang bị động cơ 4 xi-lanh, 6 xi-lanh thẳng hàng, 8 xi-lanh và 12 xi-lanh, dưới dạng nạp khí tự nhiên và tăng áp. Từ năm 1995, động cơ dầu diesel có mặt trên mẫu xe. Từ năm 2010, BMW bắt đầu trang bị động cơ hybrid cho 7 Series.
Đối thủ của 7 Series gồm có Mercedes-Benz S-Class, Audi A8, Lexus LS, Jaguar XJ.

## Thế hệ thứ nhất (E23, 1977-1986)

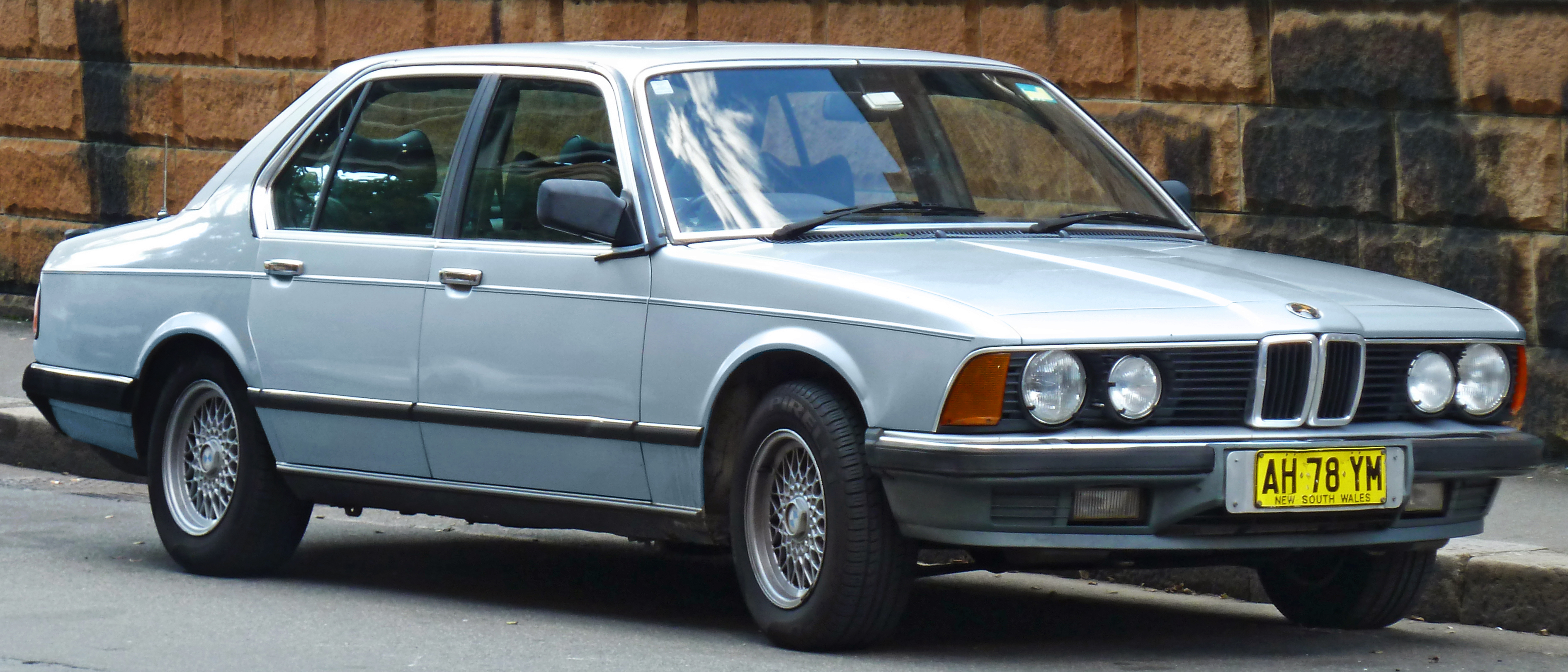
BMW 735i (E23) sedan (Australia)

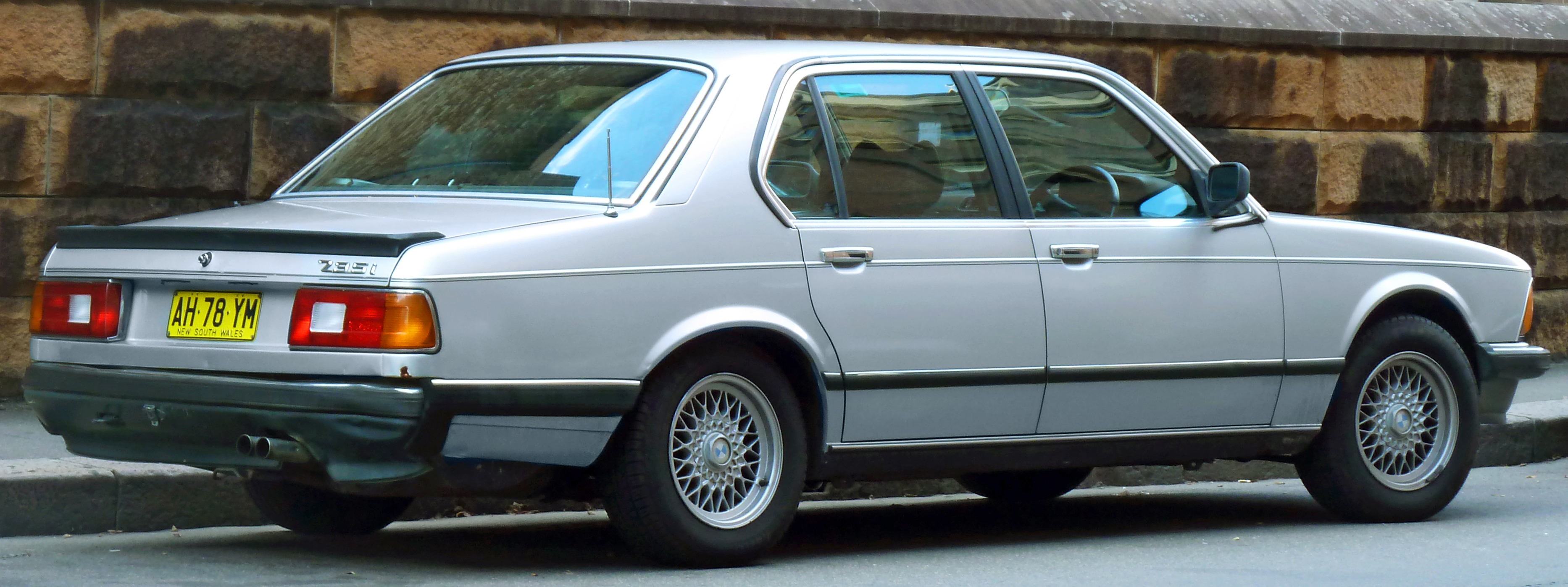
BMW 735i (E23) sedan (Australia)

Đây là thế hệ thứ nhất của mẫu xe BMW 7 Series. Ra đời để thay thế mẫu BMW E3, E23(mã sản phẩm của BMW 7 Series thế hệ đầu tiên) được trang bị những công nghệ tiên tiến nhất thời điểm bấy giờ. Chiếc xe được trang bị động cơ 6 xi-lanh thẳng hàng. Được sản xuất trong 9 năm từ năm 1977 đến năm 1986 khi nó bị thay thế bởi mẫu E32(thế hệ thứ hai của 7 Series).

## Thế hệ thứ hai (E32, 1986-1994)

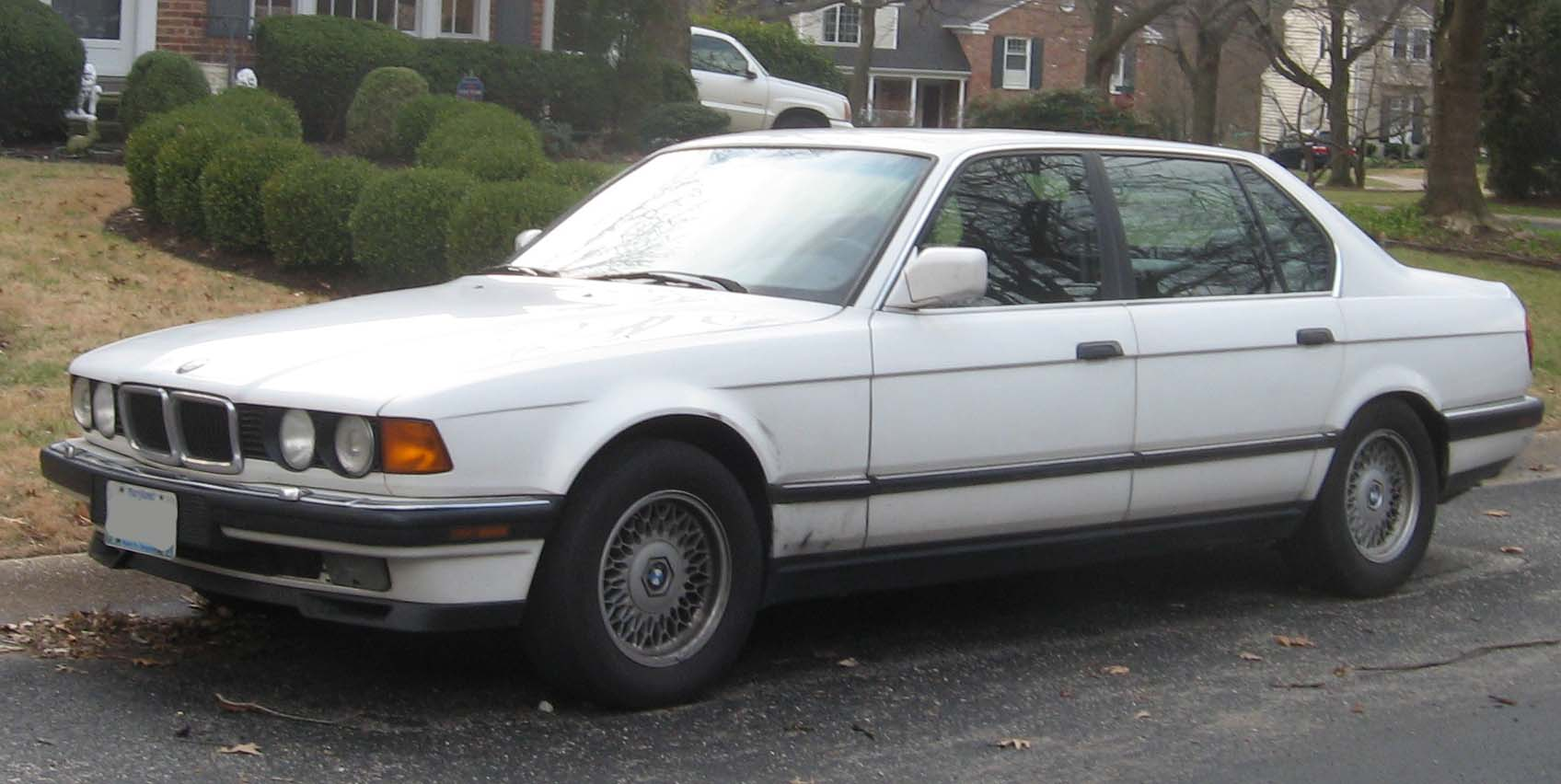
BMW 740iL sedan

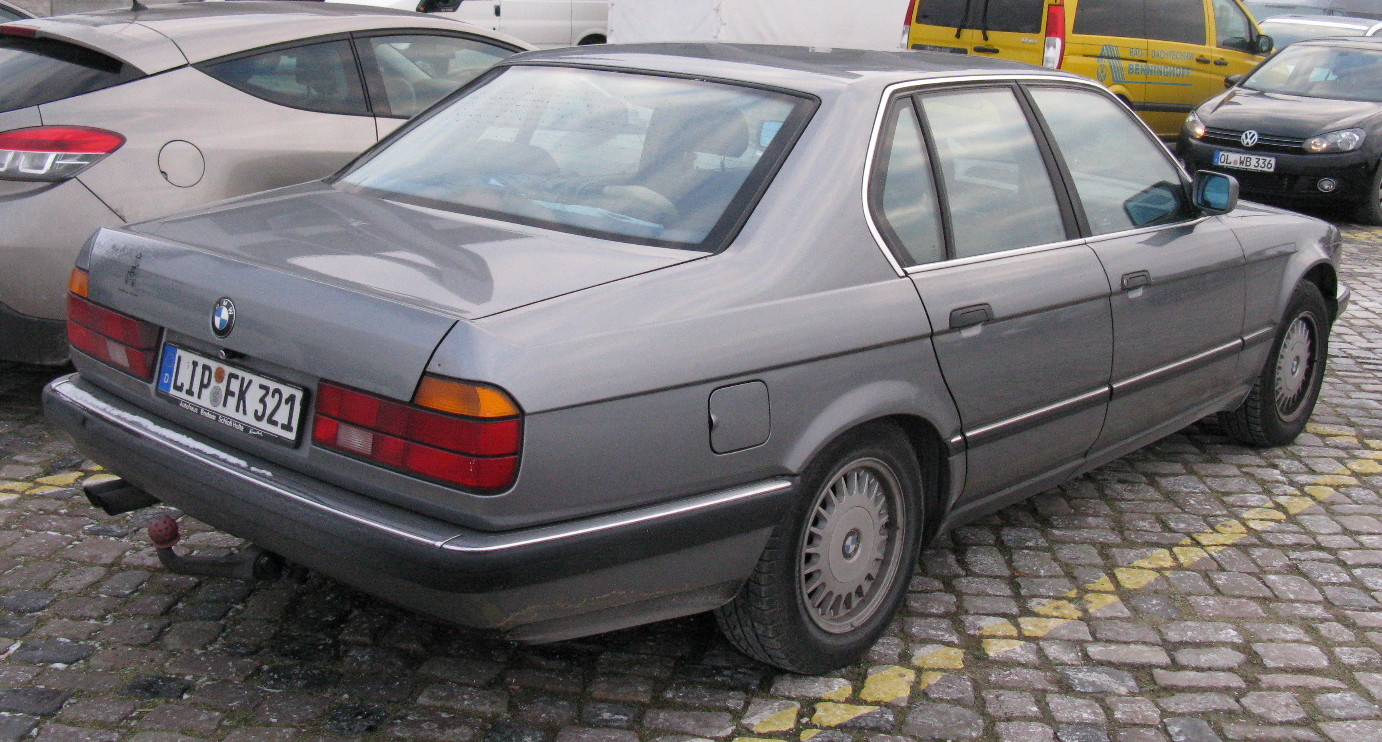
BMW 7 Series (E32) sedan

Vào tháng 7 năm 1986, BMW giới thiệu thế hệ thứ hai của 7 Series. Thế hệ này đánh dấu một bước phát triển lớn của BMW nói chung cũng như mẫu xe nói riêng. Nó được trang bị những tính năng như máy fax, điện thoại, hệ thống cân bằng thân xe, ghế da, kiểm soát hành trình, hệ thống kiểm tra tình trạng xe, máy vi tính cung cấp dữ liệu hoạt động của xe. Xe có khả năng đạt vẫn tốc tối đa là 250 km/h.
Bắt đầu từ thế hệ này, động cơ 12 xi-lanh được trang bị trên mẫu 7-Series. Mẫu xe BMW 750iL đời 1987 là mẫu xe đầu tiên sau Chiến tranh thế giới thứ hai của Đức được trang bị động cơ 12 xi-lanh. Vào năm 1992, động cơ 8 xi-lanh bắt đầu xuất hiện trên mẫu 7 Series. Ở thế hệ này, 7 Series với động cơ 8 xi-lanh được bán ra dưới tên gọi 730i và 740i. Các mẫu xe đi kèm với hộp số tự động 4 cấp hoặc số sàn 5 cấp. BMW cũng tạo ra 1 mẫu 7 Series thử nghiệm vào năm 1988 với động cơ 16 xi-lanh kết hợp với hộp số tay 6 cấp. và mẫu xe thử nghiệm này được BMW đặt tên là 'Goldfish V16' hoặc 767iL. Tuy nhiên, vì lý do tài chính và tính hữu dụng không cao, BMW đã không quyết định trang bị động cơ 16 xi-lanh cho 7 Series bán trên thị trường. Chiếc 7 Series thử nghiệm này được làm ra với mục đích chính để cho thấy khả năng trong việc nghiên cứu và phát triển công nghệ của hãng BMW và ngày nay được cất giữ trong kho chứa xe bí mật của hãng tại Munich, Đức.
Ngoài ra, BMW giới thiệu phiên bản trục cơ sở dài của 7 Series ở thế hệ này. Các mẫu xe với trục cơ sở dài có thêm ký tự 'L' ở cuối tên gọi. Dịch vụ BMW Individual nhằm cho phép khách hàng thiết kế ngoại thất và nội thất của xe theo ý muốn bắt đầu có mặt từ năm 1990 và chiếc xe 750iL của nhà thiết kế Karl Lagefield là mẫu BMW đầu tiên được áp dụng dịch vụ trên.

## Thế hệ thứ ba (E38, 1994-2001)[9]

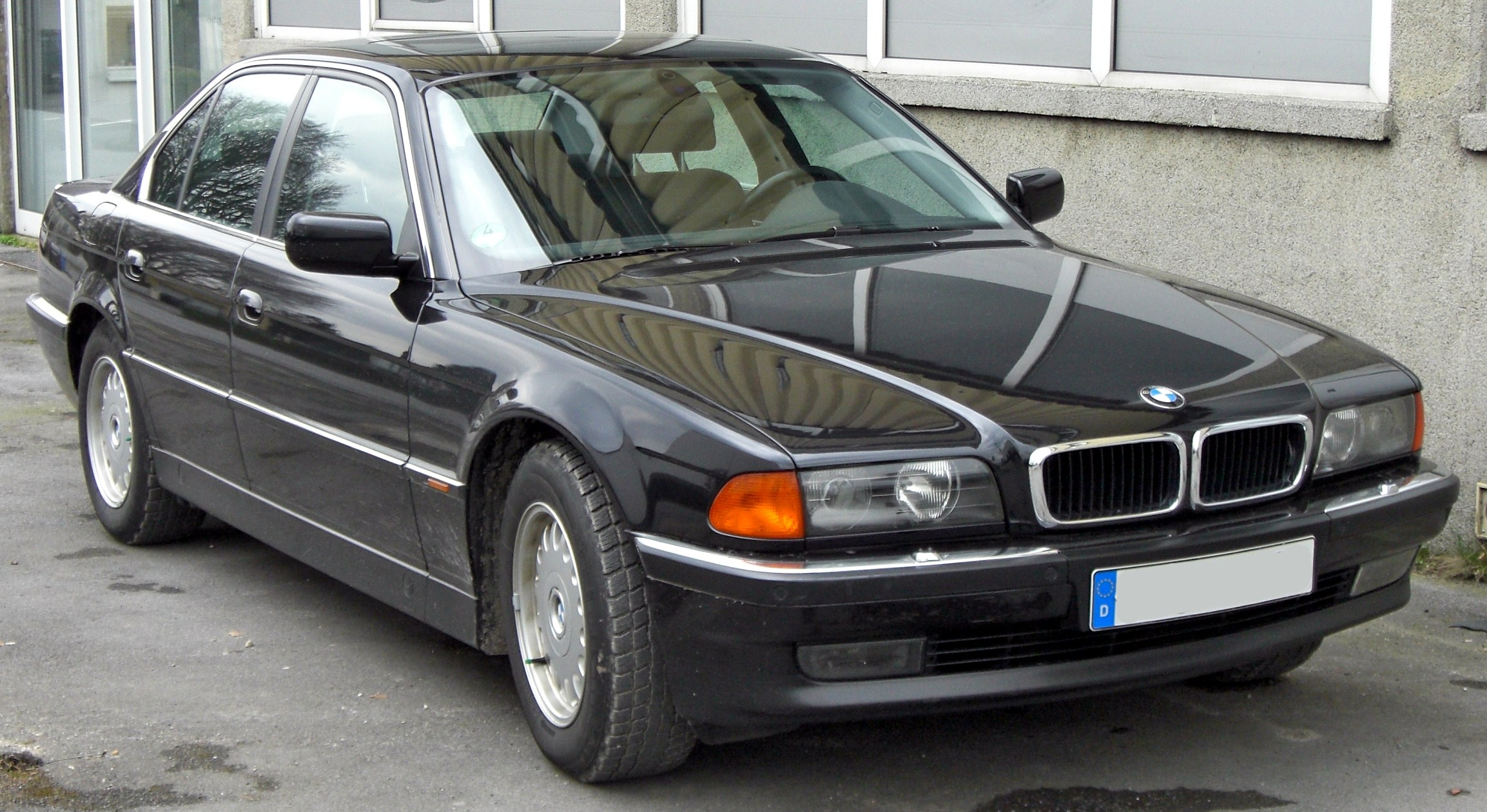
BMW 7 Series (E38)

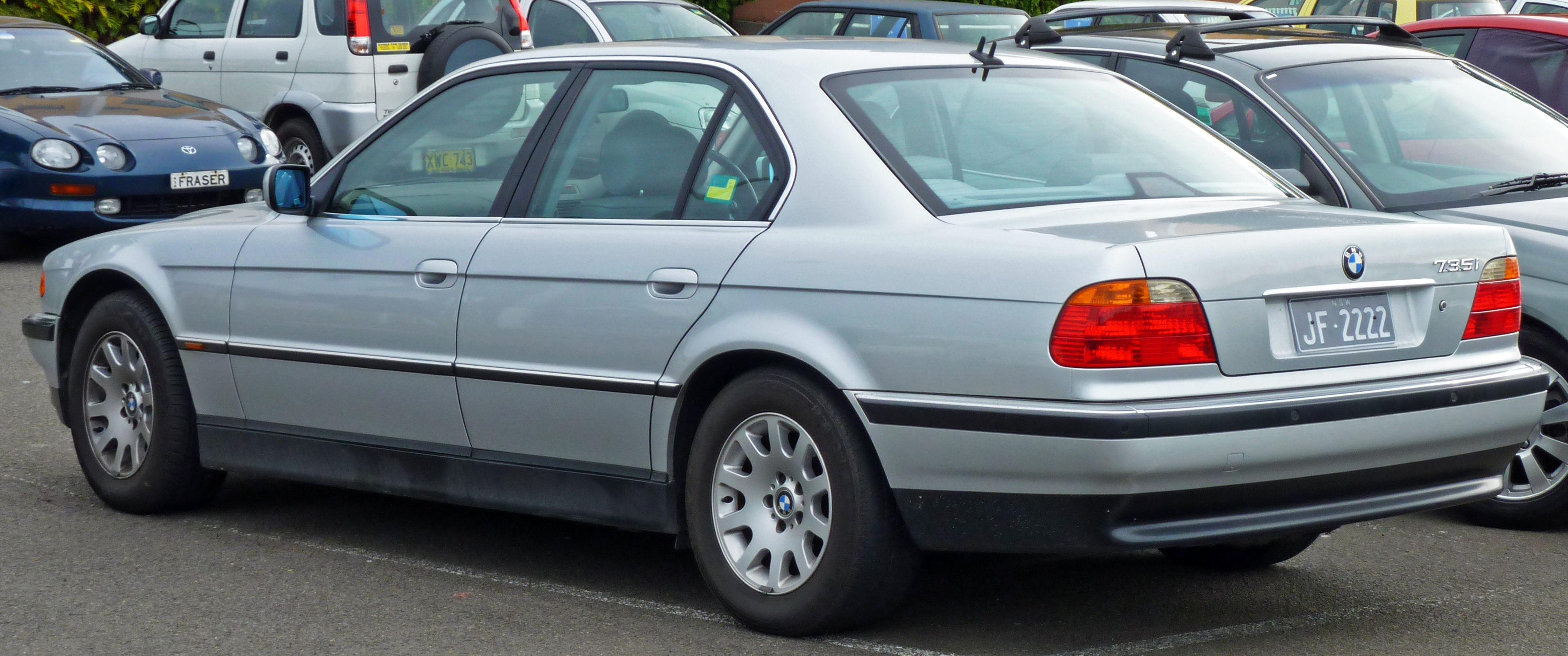
BMW 735i sedan (Australia)

Vào tháng 5 năm 1994, thế hệ thứ ba của 7 Series được ra mắt công chúng. Đây là thế hệ đầu tiên của 7 Series được trang bị động cơ dầu diesel. Các loại động cơ 6 xi-lanh, 8 xi-lanh, 12 xi-lanh tiếp tục có mặt trên mẫu xe này, đi kèm với hộp số tự động 5 cấp hoặc số sàn 6 cấp. Ở thế hệ này, BMW lần đầu tiên trang bị hệ thống dẫn đường vệ tinh và là nhà sản xuất xe hơi châu Âu đầu tiên trang bị tính năng này. Ngoài ra, hệ thống cân bằng điện tử DSC, đèn pha Xenon, túi khí phía cạnh xe, rửa đèn xe, cửa sổ trời, đầu đọc đĩa CD cũng được trang bị trên 7 Series thế hệ này.
BMW còn cung cấp phiên bản limousine trục cơ sở dài với tên gọi 'L7'. Ngoài ra, phiên bản chống đạn của 7 Series cũng lần đầu tiên xuất hiện.
Thế hệ 7 Series này còn xuất hiện trong bộ phim Tommorow Never Dies và Transporter.

## Thế hệ thứ tư (E65/E66/E67/E68, 2002-2008)

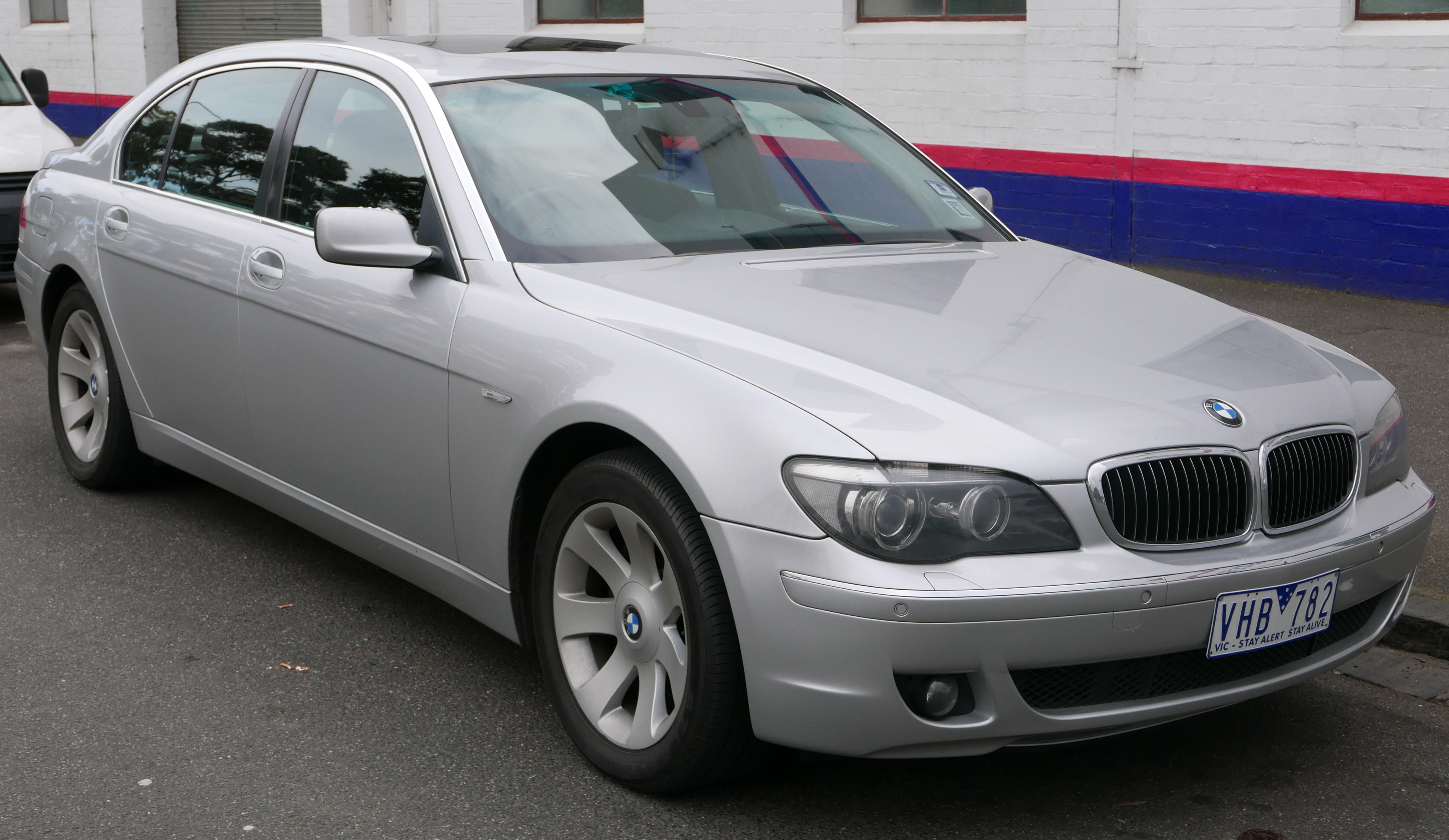
BMW 740Li (E66) sedan

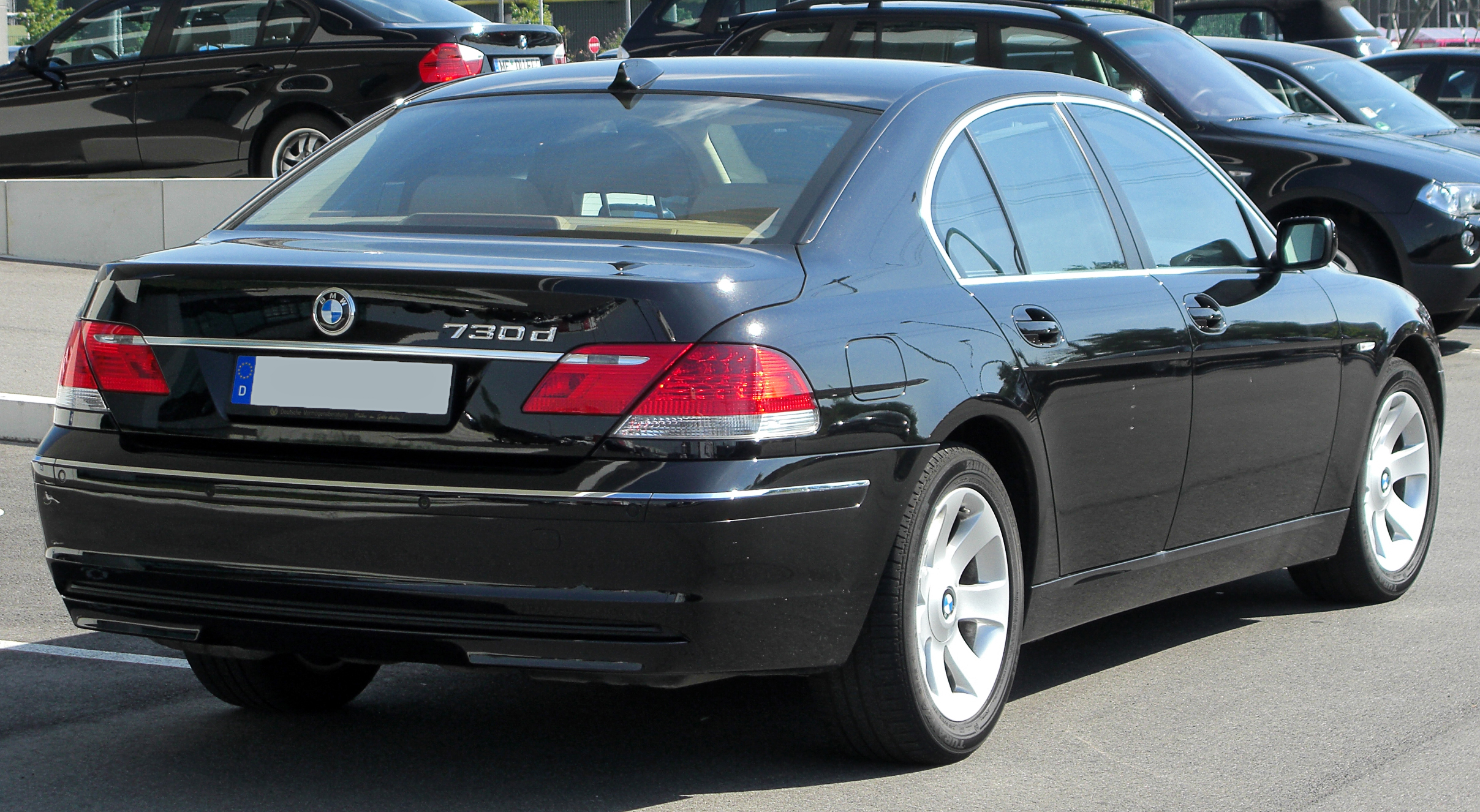
Facelift BMW 730d (Germany)

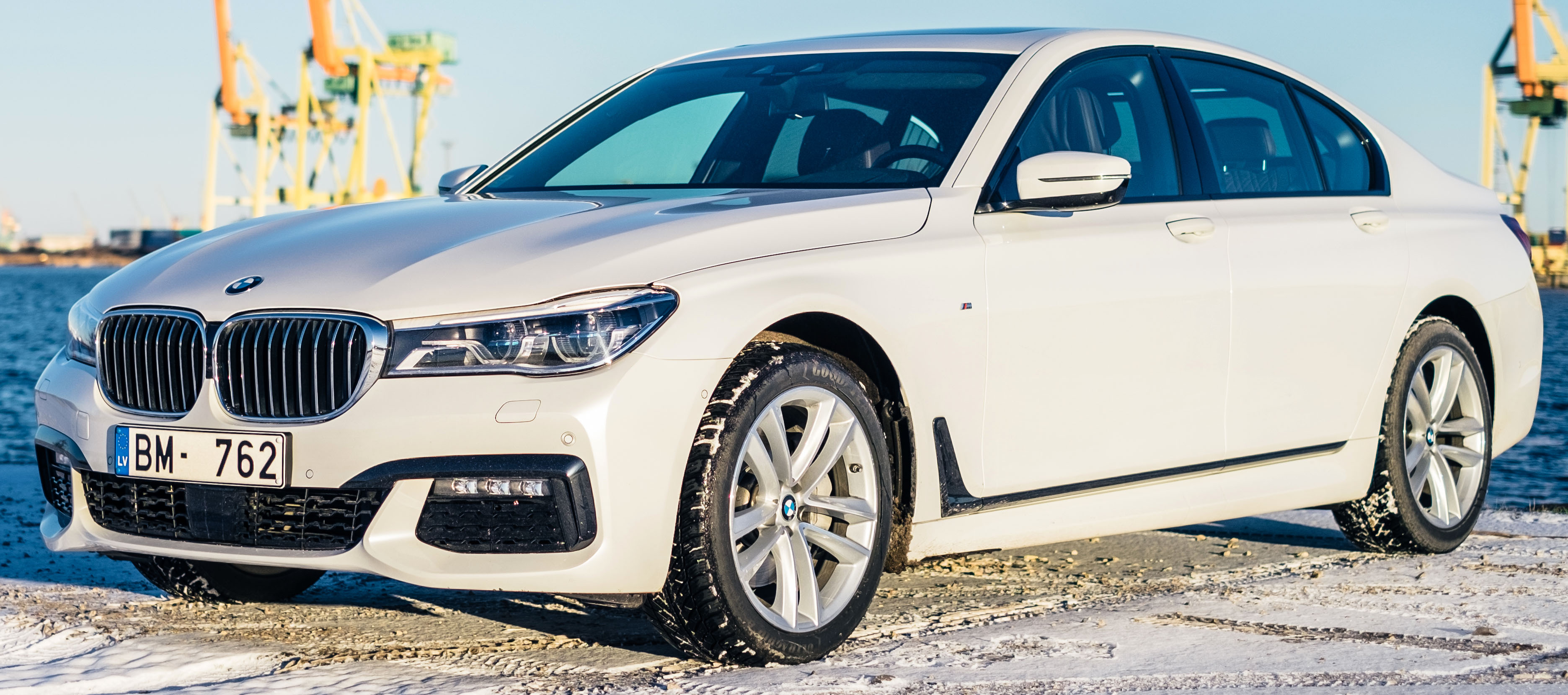
BMW 7 Series (G11)

Tại triển lãm ô tô IAA tại Frankfurt, Đức vào năm 2001, BMW chính thức giới thiệu thế hệ thứ tư của chiếc 7 Series. Thế hệ này là một bước đột phá cả về công nghệ lẫn thiết kế không chỉ của BMW mà còn cả của ngành công nghiệp xe hơi. Chiếc xe tiếp tục được trang bị những loại động cơ như những thế hệ trước nhưng đi kèm với hộp số tự động 6 cấp. Rất nhiều tính năng lần đầu tiên xuất hiện trong một mẫu xe của hãng BMW cũng như toàn thế giới, có thể kể đến như: Đèn pha cảm biến tự động, đèn Bi-Xenon, hệ thống điều chỉnh van động cơ, hệ thống treo khí, khởi động xe bằng nút bấm, hệ thống truyền thông tin MOST BUS, kiểm soát hành trình sử dụng ra-đa, hệ thống thông tin giải trí iDrive.
Tuy nhiên, thiết kế của chiếc xe và hệ thống thông tin giải trí iDrive đã bị chỉ trích khá gay gắt ở thời điểm mới ra mắt. Thiết kế phần đuôi xe gây nhiều tranh cãi. Hệ thống thông tin giải trí iDrive điều khiển bằng một núm xoay với chức năng tương tự chuột máy tính vô cùng phức tạp và gây khó khăn cho tài xế để điều khiển. Chất lượng xe khi mới ra mắt cũng gặp vấn đề, khi nhiều chiếc xe 7 Series thế hệ này liên tục gặp phải các vấn đề hỏng hóc. Mặc dù vậy, đây vẫn là thế hệ 7 Series bán chạy nhất.
Ở thế hệ này, BMW trang bị động cơ Hydrogen và chỉ sản xuất 100 chiếc 7 Series với động cơ Hydrogen cho những người nổi tiếng nhằm nâng cao ý thức công chúng về bảo vệ môi trường qua việc đi những chiếc xe tiết kiệm nhiên liệu hoặc sử dụng năng lượng sạch.
Năm 2005, BMW giới thiệu bản cập nhật của thế hệ thứ hai. Bản cập nhật của thế hệ này có thiết kế phần đuôi sau có phần 'ôn hòa' hơn, thiết kế đèn và lưới tản nhiệt mới, hệ thống iDrive được nâng cấp, động cơ 4.8 lít 8 xi-lanh mạnh mẽ hơn.

## Thế hệ thứ năm (F01/F02, 2008-2015)[12]

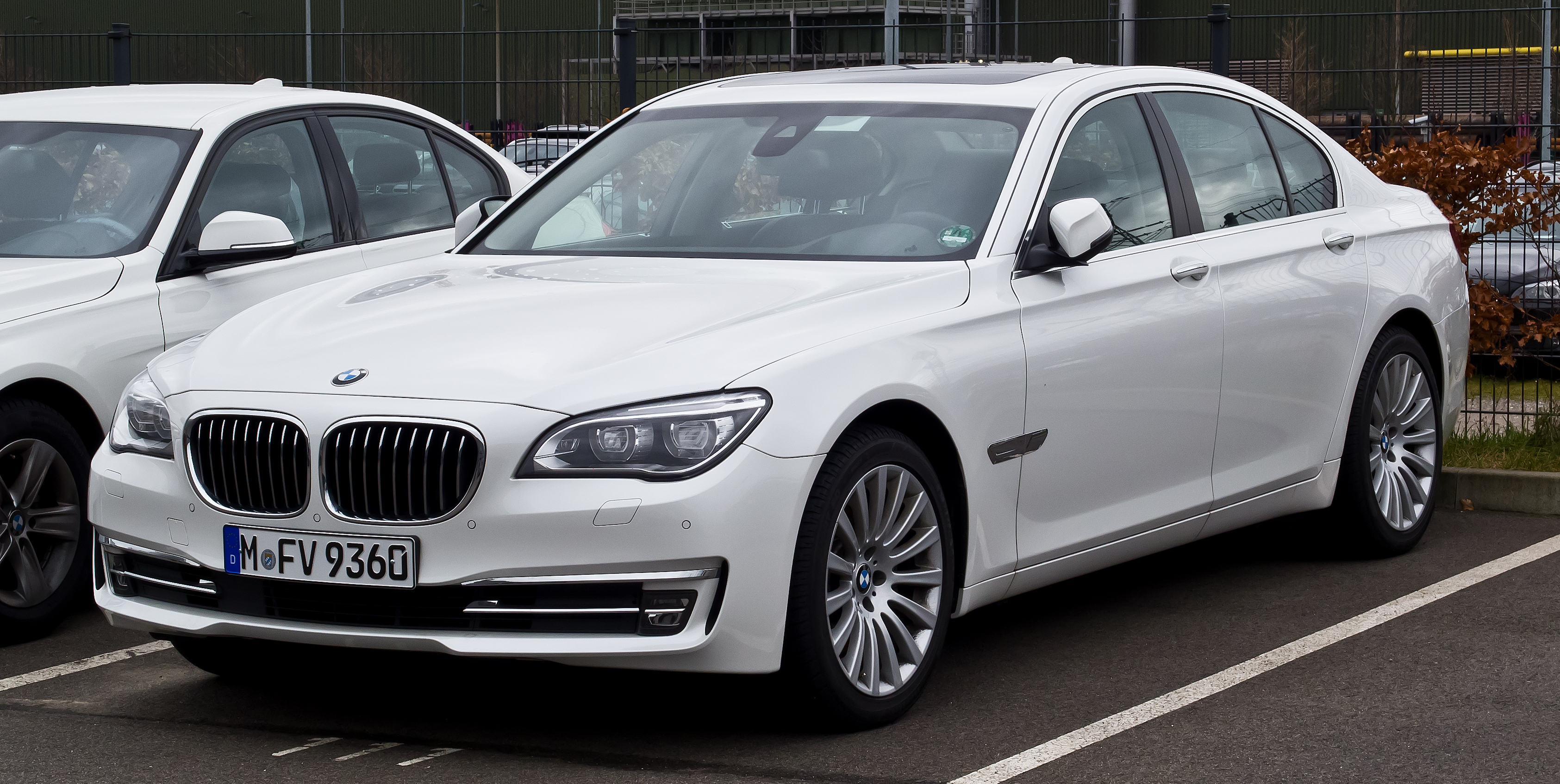
BMW 730d xDrive (F01

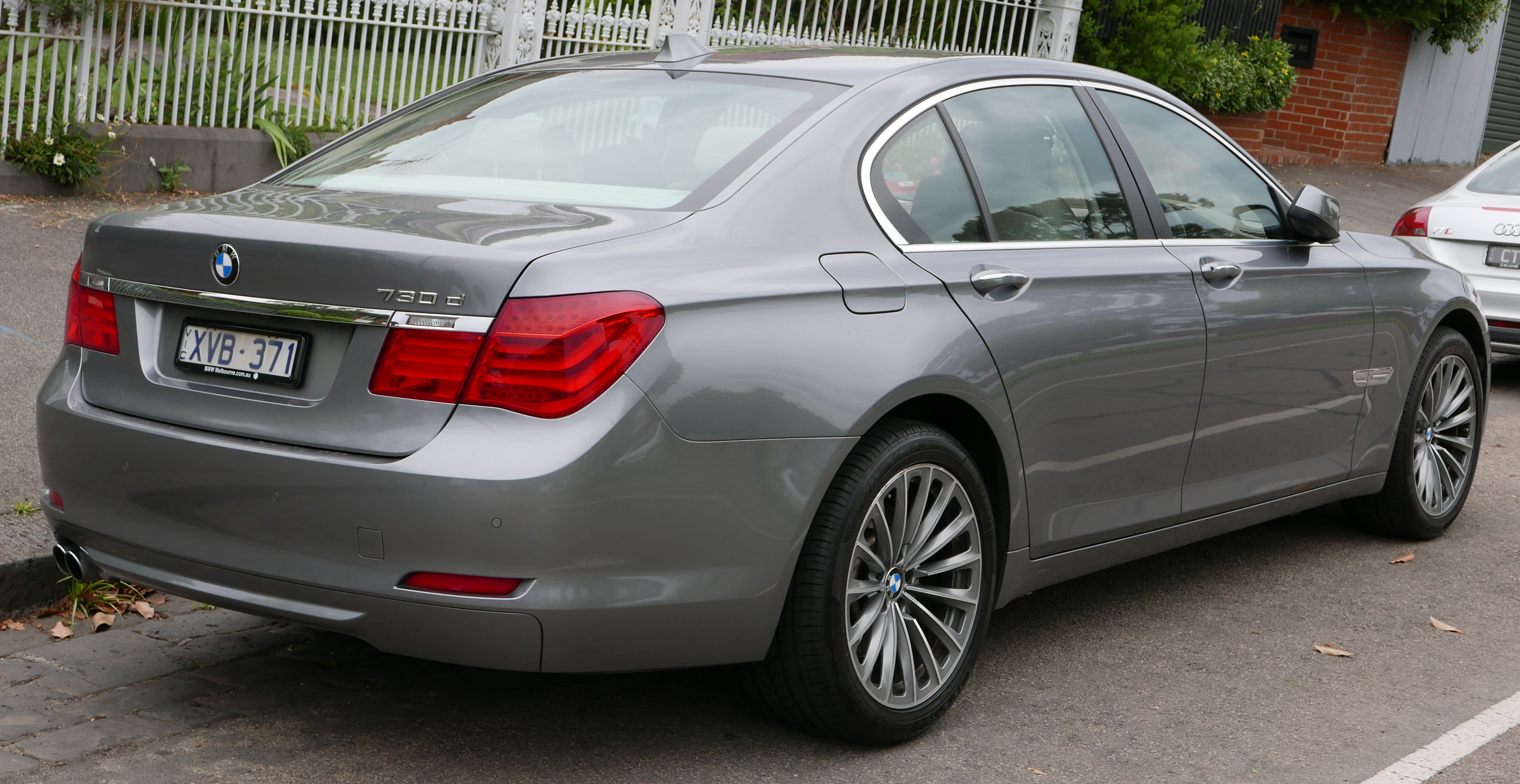
BMW 730d (Australia)

Ở thế hệ thứ năm, BMW 7 Series được trang bị động cơ tăng áp, hộp số tự động 8 cấp và hệ thống dẫn động bốn bánh xDrive. Động cơ hybrid lần đầu tiên xuất hiện trên 7 Series, và được bán dưới cái tên BMW ActiveHybrid 7.
Các động cơ, phiên bản từ thế hệ thứ tư tiếp tục có mặt trên thế hệ này.

## Thế hệ thứ sáu (G11/G12, 2016-nay)[13]
BMW chính thức giới thiệu 7 Series thế hệ thứ sáu vào ngày 10 tháng 6 năm 2015 tại đại bản doanh của hãng tại Munich và trên các mạng xã hội. Ở thế hệ thứ sáu, 7 Series sử dụng khung xe lõi sợi carbon thuộc cấu trúc CLAR mới nhất của hãng BMW. Ngoài ra, BMW còn trang bị đèn laser, hệ thống đỗ xe điều khiển từ chìa khóa, chìa khóa hiển thị màn hình cảm ứng, hệ thống treo khí nén, hệ thống quét mặt đường nhằm điều chỉnh xe sao cho thoải mái nhất, tính năng giữ làn với vận tốc lên tới 210 km/h.
Hệ thống iDrive thế hệ mới nhất với màn hình cảm ứng, điều khiển bằng cử chỉ, tablet 10 inch phía sau điều khiển chức năng giải trí, điều hòa, vị trí ghế ngồi, cửa sổ trời panorama, gói Executive Lounge biến cấu trúc ghế ngồi thành 4 ghế có mặt trên mẫu 7 Series thế hệ này.
Ngoài ra, động cơ 6 xi-lanh thẳng hàng mới nhất và động cơ 12 xi-lanh 6.6 lít được trang bị. Động cơ 4 xi-lanh tăng áp và 4 xi-lanh thẳng hàng hybrid lần đầu có mặt trên 7 Series.